# Presidents' Trophy
Il Presidents' Trophy è un premio assegnato dalla National Hockey League alla squadra che termina la stagione regolare con il maggior numero di punti ottenuti della lega, ovvero con il miglior record. Se due squadre hanno lo stesso numero di punti ad aggiudicarsi il trofeo è quella che ha conseguito il maggior numero di vittorie. Il Presidents' Trophy è stato assegnato 37 volte a 18 differenti franchigie dalla sua istituzione nella stagione 1985-86. I detentori del Presidents' Trophy per la stagione 2024-25 sono i Winnipeg Jets.

## Storia
Il trofeo fu presentato per la prima volta all'inizio della stagione 1985-86 su iniziativa del Board of Governors della lega. Prima di allora la lega permetteva alla squadra con il miglior record della stagione regolare di issare uno stendardo recante la scritta "NHL League Champions".
Qualora due o più squadre terminassero la stagione regolare con lo stesso numero di punti si provvederebbe ad applicare il primo criterio stabilito dalla NHL in queste situazioni, ovvero il numero di vittorie ottenute. Questa situazione si verificò al termine della stagione 2006-07, quando sia i Buffalo Sabres che i Detroit Red Wings conclusero al primo posto con 113 punti. Tuttavia Buffalo, grazie alle sue 53 vittorie rispetto alle 50 di Detroit, poté fregiarsi del successo del Presidents' Trophy.
Sono quindici le franchigie che si sono aggiudicate il Presidents' Trophy. I Red Wings detengono il primato assoluto con sei successi, i New York Rangers seguono con tre successi mentre otto squadre (Calgary Flames, Colorado Avalanche, Dallas Stars, Edmonton Oilers, Vancouver Canucks, Chicago Blackhawks, Boston Bruins e Washington Capitals) hanno due successi ciascuno. Fra le squadre con più di un successo Calgary, Dallas, Detroit, Edmonton e Vancouver sono riusciti a vincere il Presidents' Trophy per due anni consecutivi.

### Trofei passati
Dal 1937 al 1968 fu utilizzato lo stesso criterio di assegnazione del Presidents' Trophy per determinare il vincitore del Prince of Wales Trophy. Dopo la fine dell'era delle Original Six, con la creazione della Western Division, il Wales Trophy diventò il nuovo premio per la miglior squadra al termine della stagione regolare nella Eastern Division. Tuttavia da allora non fu più assegnato alcun premio alla squadra con il maggior numero di punti dell'intera lega, mentre fra le stagioni 1981-82 e 1984-83 non fu consegnato alcun premio in base ai risultati raggiunti in stagione regolare. In quegli anni era garantito invece un bonus pari a 350.000 dollari per la migliore squadra della lega, compenso al quale dal 1985 si aggiunse il Presidents' Trophy stesso. Il premio in denaro veniva diviso fra i giocatori inseriti nel roster attivo della squadra vincitrice.
Considerate tutte le stagioni della NHL prima dell'introduzione del Presidents' Trophy i Montreal Canadiens conclusero la stagione regolare al primo posto 21 volte, meglio di qualunque altra squadra, sebbene l'ultima affermazione risalga alla stagione 1977-78. Detroit è al secondo posto con 18 campionati conclusi con il miglior record.

## Conseguenze sui playoff
La squadra vincitrice del Presidents' Trophy vede garantito il fattore campo in tutti i turni dei playoff della Stanley Cup, inclusa la finale. Tuttavia tale vantaggio non garantisce il successo finale, infatti solo otto squadre sono riuscite ad imporsi nella Stanley Cup dopo aver conquistato il Presidents' Trophy, portando molti addetti del settore a pensare ad una sorta di maledizione. Per sei volte inoltre i vincitori del President's Trophy sono stati eliminati al primo turno dei playoff, fattore che rende l'eliminazione della miglior squadra della stagione regolare molto più comune nella NHL che nelle altre leghe professionistiche nordamericane.
Solo tre volte nella storia del Presidents' Trophy le squadre detentrici del premio mancarono l'anno successivo i playoff. Successe ai New York Rangers, vincitori del titolo nella stagione 1991-92 che mancarono i playoff nel 1993, ai Buffalo Sabres, vincitori nel campionato 2006-07 e non qualificati ai playoff nel 2008 e ai Boston Bruins, vincitori nel campionato 2013-14 esclusi dai playoff nel 2015.

## Albo d'oro

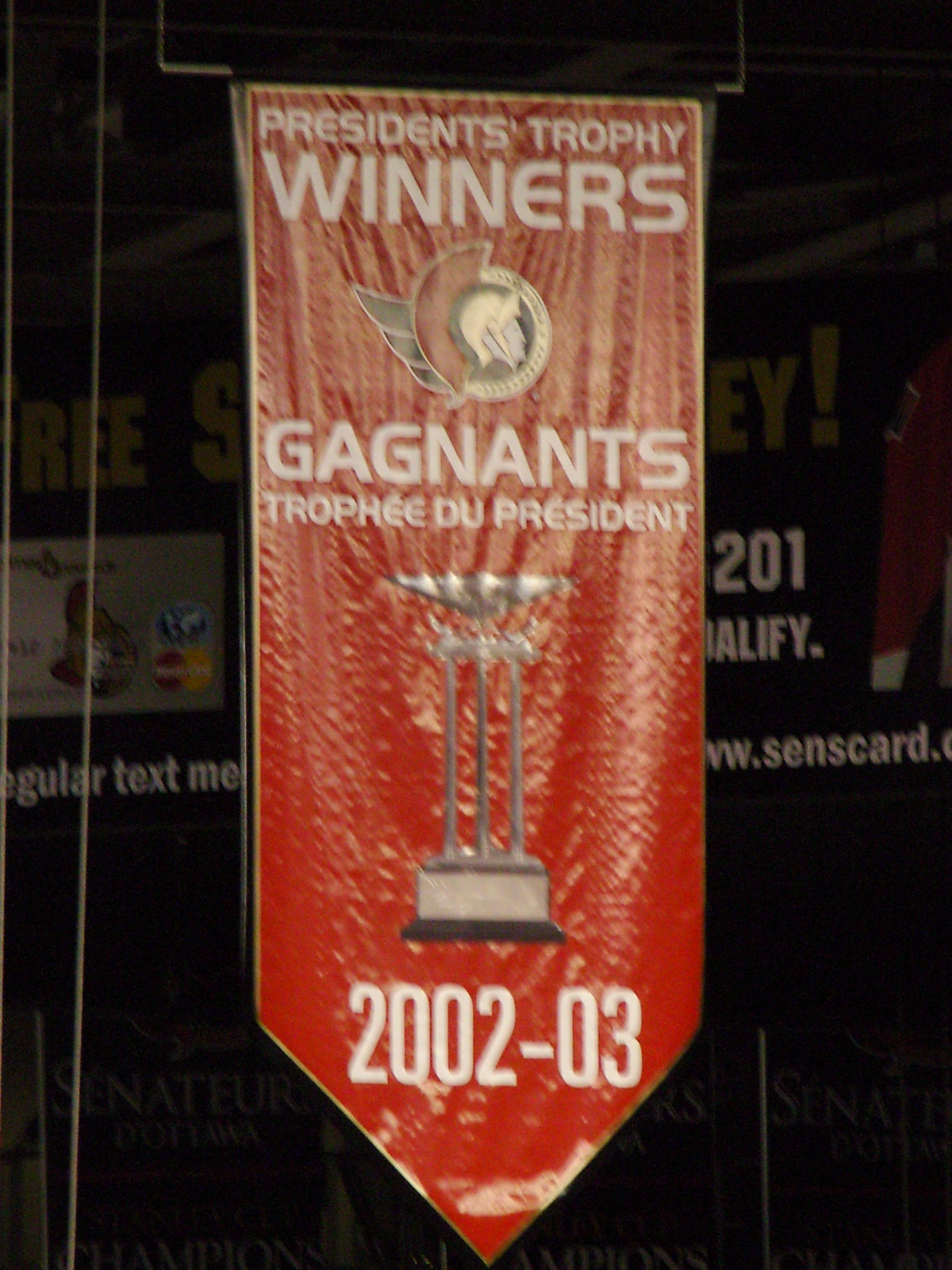
Stendardo celebrativo per il Presidents' Trophy vinto dagli Ottawa Senators.

La squadra ha vinto la Stanley Cup.
     La squadra ha perso la finale di Stanley Cup.
| Anno    | Vincitore                            | Punti                                | Risultato dei playoff                              | Vittoria #                           |
| ------- | ------------------------------------ | ------------------------------------ | -------------------------------------------------- | ------------------------------------ |
| 1985-86 | Edmonton Oilers                      | 119                                  | Sconfitta nella finale di divisione (CGY)          | 1                                    |
| 1986-87 | Edmonton Oilers                      | 105                                  | Vittoria della Stanley Cup                         | 2                                    |
| 1987-88 | Calgary Flames                       | 105                                  | Sconfitta nella finale di divisione (EDM)          | 1                                    |
| 1988-89 | Calgary Flames                       | 117                                  | Vittoria della Stanley Cup                         | 2                                    |
| 1989-90 | Boston Bruins                        | 101                                  | Sconfitta nella finale di Stanley Cup (EDM)        | 1                                    |
| 1990-91 | Chicago Blackhawks                   | 106                                  | Sconfitta nelle semifinali di divisione (MIN)      | 1                                    |
| 1991-92 | New York Rangers                     | 105                                  | Sconfitta nella finale di divisione (PIT)          | 1                                    |
| 1992-93 | Pittsburgh Penguins                  | 119                                  | Sconfitta nella finale di divisione (NYI)          | 1                                    |
| 1993-94 | New York Rangers                     | 112                                  | Vittoria della Stanley Cup                         | 2                                    |
| 1994-95 | Detroit Red Wings                    | 70                                   | Sconfitta nella finale di Stanley Cup (NJ)         | 1                                    |
| 1995-96 | Detroit Red Wings                    | 131                                  | Sconfitta nella finale di conference (COL)         | 2                                    |
| 1996-97 | Colorado Avalanche                   | 107                                  | Sconfitta nella finale di conference (DET)         | 1                                    |
| 1997-98 | Dallas Stars                         | 109                                  | Sconfitta nella finale di conference (DET)         | 1                                    |
| 1998-99 | Dallas Stars                         | 114                                  | Vittoria della Stanley Cup                         | 2                                    |
| 1999-00 | St. Louis Blues                      | 114                                  | Sconfitta nei quarti di finale di conference (SJ)  | 1                                    |
| 2000-01 | Colorado Avalanche                   | 118                                  | Vittoria della Stanley Cup                         | 2                                    |
| 2001-02 | Detroit Red Wings                    | 116                                  | Vittoria della Stanley Cup                         | 3                                    |
| 2002-03 | Ottawa Senators                      | 113                                  | Sconfitta nella finale di conference (NJ)          | 1                                    |
| 2003-04 | Detroit Red Wings                    | 109                                  | Sconfitta nelle semifinali di conference (CGY)     | 4                                    |
| 2004-05 | Premio non assegnato per il lockout. | Premio non assegnato per il lockout. | Premio non assegnato per il lockout.               | Premio non assegnato per il lockout. |
| 2005-06 | Detroit Red Wings                    | 124                                  | Sconfitta nei quarti di finale di conference (EDM) | 5                                    |
| 2006-07 | Buffalo Sabres                       | 113                                  | Sconfitta nella finale di conference (OTT)         | 1                                    |
| 2007-08 | Detroit Red Wings                    | 115                                  | Vittoria della Stanley Cup                         | 6                                    |
| 2008-09 | San Jose Sharks                      | 117                                  | Sconfitta nei quarti di finale di conference (ANA) | 1                                    |
| 2009-10 | Washington Capitals                  | 121                                  | Sconfitta nei quarti di finale di conference (MON) | 1                                    |
| 2010-11 | Vancouver Canucks                    | 117                                  | Sconfitta nella finale di Stanley Cup (BOS)        | 1                                    |
| 2011-12 | Vancouver Canucks                    | 111                                  | Sconfitta nei quarti di finale di conference (LAK) | 2                                    |
| 2012-13 | Chicago Blackhawks                   | 77                                   | Vittoria della Stanley Cup                         | 2                                    |
| 2013-14 | Boston Bruins                        | 117                                  | Sconfitta nelle semifinali di conference (MTL)     | 2                                    |
| 2014-15 | New York Rangers                     | 113                                  | Sconfitta nella finale di conference (TBL)         | 3                                    |
| 2015-16 | Washington Capitals                  | 120                                  | Sconfitta nelle semifinali di conference (PIT)     | 2                                    |
| 2016-17 | Washington Capitals                  | 117                                  | Sconfitta nelle semifinali di conference (PIT)     | 3                                    |
| 2017-18 | Nashville Predators                  | 118                                  | Sconfitta nelle semifinali di conference (WPG)     | 1                                    |
| 2018-19 | Tampa Bay Lightning                  | 128                                  | Sconfitta nei quarti di finale di conference (CBJ) | 1                                    |
| 2019-20 | Boston Bruins                        | 100                                  | Sconfitta nelle semifinali di conference (TBL)     | 3                                    |
| 2020-21 | Colorado Avalanche                   | 82                                   | Sconfitta nelle semifinali di conference (VGK)     | 3                                    |
| 2021-22 | Florida Panthers                     | 122                                  | Sconfitta nelle semifinali di conference (TBL)     | 1                                    |
| 2022-23 | Boston Bruins                        | 135                                  | Sconfitta nei quarti di finale di conference (FLP) | 4                                    |
| 2023-24 | New York Rangers                     | 114                                  | Sconfitta nella finale di conference (FLP)         | 4                                    |
| 2024-25 | Winnipeg Jets                        | 114                                  |                                                    |                                      |

### Titoli per squadra
| Franchigia          | Titoli | Anni                                                 |
| ------------------- | ------ | ---------------------------------------------------- |
| Detroit Red Wings   | 6      | 1994-95, 1995-96, 2001-02, 2003-04, 2005-06, 2007-08 |
| Boston Bruins       | 4      | 1989-90, 2013-14, 2019-20, 2022-23                   |
| New York Rangers    | 4      | 1991-92, 1993-94, 2014-15, 2023-24                   |
| Colorado Avalanche  | 3      | 1996-97, 2000-01, 2020-21                            |
| Washington Capitals | 3      | 2009-10, 2015-16, 2016-17                            |
| Calgary Flames      | 2      | 1987-88, 1988-89                                     |
| Chicago Blackhawks  | 2      | 1990-91, 2012-13                                     |
| Dallas Stars        | 2      | 1997-98, 1998-99                                     |
| Edmonton Oilers     | 2      | 1985-86, 1986-87                                     |
| Vancouver Canucks   | 2      | 2010-11, 2011-12                                     |
| Buffalo Sabres      | 1      | 2006-07                                              |
| Florida Panthers    | 1      | 2021-22                                              |
| Nashville Predators | 1      | 2017-18                                              |
| Ottawa Senators     | 1      | 2002-03                                              |
| Pittsburgh Penguins | 1      | 1992-93                                              |
| San Jose Sharks     | 1      | 2008-09                                              |
| St. Louis Blues     | 1      | 1999-00                                              |
| Tampa Bay Lightning | 1      | 2018-19                                              |
| Winnipeg Jets       | 1      | 2024-25                                              |